# Rick Cosnett
Rick Cosnett (Chegutu, 1983. április 6. –) zimbabwei–ausztrál színész.

## Élete és pályafutása
1983-ban született Zimbabwében. Fiatalkorát itt töltötte, majd elköltözött Ausztráliába. Van két nővére, továbbá unokatestvérek Hugh Granttel. A Brisbane-i Queensland University of Technology (QUT) tanintézményben tanult színészetet.
2020 februárjában jelentette be Instagram oldalán, hogy homoszexuális.

## Filmográfia

### Film
| Év   | Cím                      | Szerep            | Megjegyzések |
| ---- | ------------------------ | ----------------- | ------------ |
| 2006 | The Bet                  | Mike Voss         |              |
| 2008 | The Terrorist            | Dave              | rövidfilm    |
| 2009 | The Neighbour            | ismeretlen szerep | videófilm    |
| 2010 | The Elephant in the Room | Curtis            | rövidfilm    |
| 2012 | The Timing of Love       | Simon             | rövidfilm    |
| 2017 | Zim High                 | Hawk              |              |
| 2017 | Skybound                 | Matt              |              |
| 2018 | El Mirador               | Ryan              |              |
| 2019 | Tu me manques            | Chase             |              |
| 2019 | Softer                   | Charlie           | rövidfilm    |
| 2021 | The Border               | Vince             | rövidfilm    |
| 2022 | Master Gardener          | Stephen Collins   |              |
| 2023 | Shoulder Dance           | Roger             |              |

### Televízió
| Év        | Magyar cím            | Eredeti cím            | Szerep                                         | Megjegyzések                                                                            |
| --------- | --------------------- | ---------------------- | ---------------------------------------------- | --------------------------------------------------------------------------------------- |
| 2004–2005 | Az igazi helyszínelők | Forensic Investigators | Mal Henshall                                   | 8 epizód                                                                                |
| 2005      |                       | Headland               | Brad Partridge                                 | 3 epizód                                                                                |
| 2007      |                       | East West 101          | Greg Small                                     | 1 epizód                                                                                |
| 2008      |                       | The Trojan Horse       | Will Tullman                                   | 2 epizód                                                                                |
| 2008–2009 |                       | The New Inventor       | The Inventor                                   | 5 epizód                                                                                |
| 2013      |                       | Continuing Fred        | Brian                                          | tévéfilm                                                                                |
| 2013–2014 | Vámpírnaplók          | The Vampire Diaries    | Dr. Wesley "Wes" Maxfield                      | visszatérő szereplő (5. évad)                                                           |
| 2014–2023 | Flash – A Villám      | The Flash              | Eddie Thawne / "Malcolm Gilmore" / Cobalt Blue | - főszereplő (1. évad) - vendégszereplő (2–3., 8–9. évad) - magyar hangja Szatory Dávid |
| 2015–2016 | Quantico              | Quantico               | Elias Harper                                   | visszatérő szereplő (1. évad)                                                           |
| 2016      | Castle                | Castle                 | Victor Crowne                                  | 1 epizód                                                                                |
| 2017      |                       | Happily Never After    | Josh                                           | tévéfilm                                                                                |
| 2018      | NCIS                  | NCIS                   | Sean Parks                                     | 1 epizód                                                                                |
| 2019      |                       | The Wrong Husband      | Derrick / Alex                                 | tévéfilm                                                                                |